# Liste der Stolpersteine im Landkreis Rhön-Grabfeld

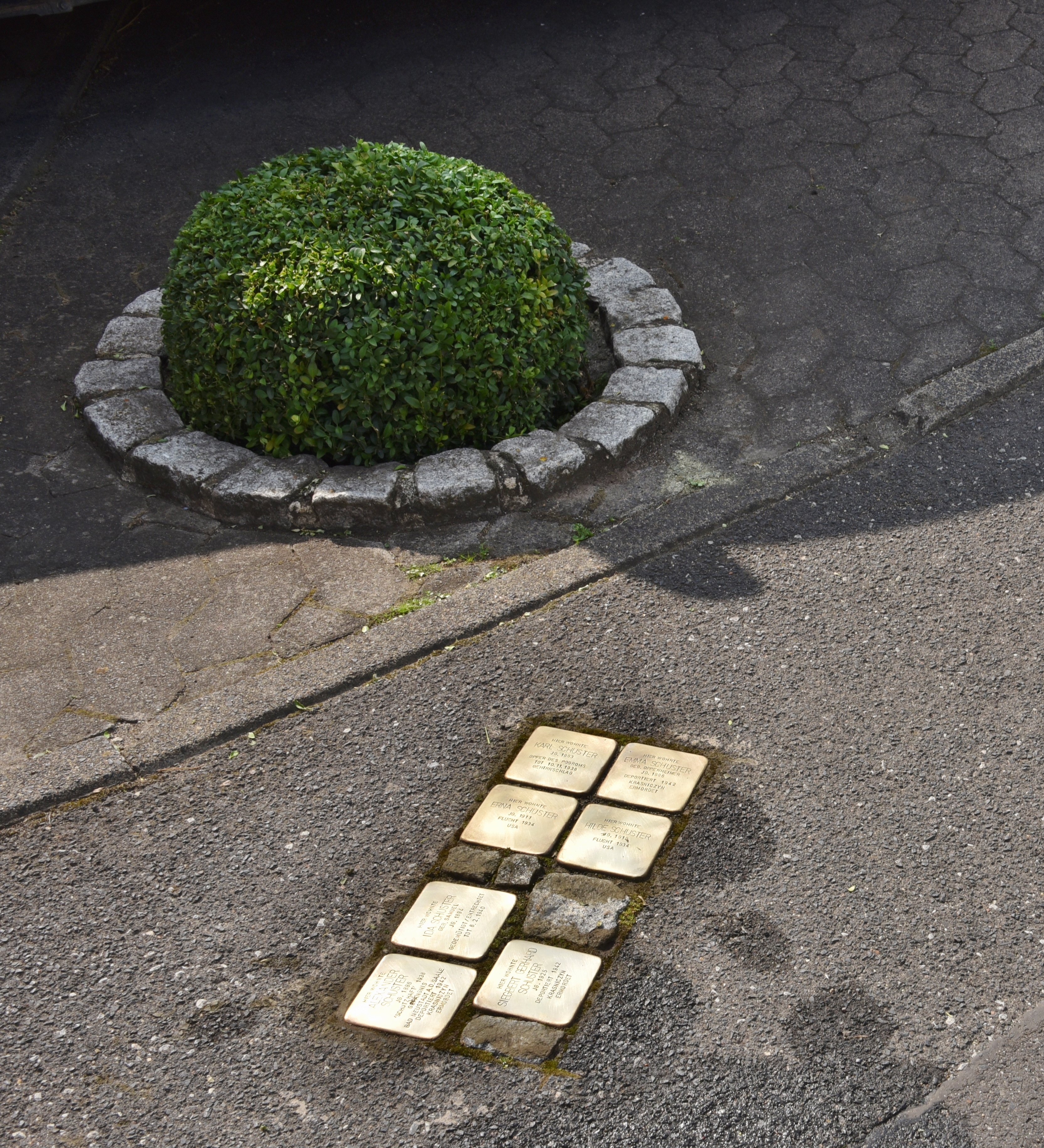
Stolpersteine in Nordheim vor der Rhön

Diese Liste der Stolpersteine im Landkreis Rhön-Grabfeld enthält die Stolpersteine, die im Rahmen des gleichnamigen Kunstprojekts von Gunter Demnig im unterfränkischen Landkreis Rhön-Grabfeld verlegt wurden. Mit ihnen soll Opfern des Nationalsozialismus gedacht werden, die dort lebten und wirkten.
Auf der Oberseite der Betonquader mit zehn Zentimeter Kantenlänge ist eine Messingtafel verankert, die Auskunft über Namen, Geburtsjahr und Schicksal der Personen gibt, derer gedacht werden soll. Die Steine sind in den Bürgersteig vor den ehemaligen Wohnhäusern der Opfer der nationalsozialistischen Gewaltherrschaft eingelassen. Die Stolpersteine in Ostheim vor der Rhön wurden im Jahr 2003 verlegt, jene von Nordheim vor der Rhön am 18. Oktober 2017. Den Beschluss dazu hatte ein Jahr zuvor der Nordheimer Gemeinderat gefasst. Fünf der sieben Nordheimer Stolpersteine sind von Bürgern der Stadt finanziert worden.

## Verlegte Stolpersteine

### Nordheim vor der Rhön
In Nordheim vor der Rhön wurden sieben Stolpersteine an einer Adresse verlegt.
| Stolperstein | Inschrift | Verlegeort                | Name, Leben               |
| ------------ | --- | ------------------------- | ------------------------- |
|              | HIER WOHNTE ALEXANDER SCHUSTER JG. 1886 'SCHUTZHAFT' 1938 GEFÄNGNIS BAD NEUSTADT A.D. SAALE DEPORTIERT 1942 KRASNICZYN ERMORDET | Von-der-Thann-Straße 27 · | Alexander Schuster        |
|              | HIER WOHNTE EMMA SCHUSTER GEB. OPPENHEIMER JG. 1886 DEPORTIERT 1942 KRASNICZYN ERMORDET                                         | Von-der-Thann-Straße 27 · | Emma Schuster             |
|              | HIER WOHNTE ERNA SCHUSTER JG. 1911 FLUCHT 1934 USA                                                                              | Von-der-Thann-Straße 27 · | Erna Schuster             |
|              | HIER WOHNTE HILDA SCHUSTER JG. 1919 FLUCHT 1934 USA                                                                             | Von-der-Thann-Straße 27 · | Hilde Schuster            |
|              | HIER WOHNTE IDA SCHUSTER GEB. SAMUEL JG. 1895 GEDEMÜTIGT / ENTRECHTET TOT 6.2.1940                                              | Von-der-Thann-Straße 27 · | Ida Schuster              |
|              | HIER WOHNTE KARL SCHUSTER JG. 1883 OPFER DES POGROMS TOT 10.11.1938 GEHIRNSCHLAG                                                | Von-der-Thann-Straße 27 · | Karl Schuster             |
|              | HIER WOHNTE SEIGBERT GERHARD SCHUSTER JG. 1925 DEPORTIERT 1942 KRASNICZYN ERMORDET                                              | Von-der-Thann-Straße 27 · | Siegbert Gerhard Schuster |

### Ostheim vor der Rhön
In Ostheim vor der Rhön wurden zwei Stolpersteine an einer Adresse verlegt.
| Stolperstein | Inschrift                                                                                | Verlegeort       | Name, Leben                   |
| ------------ | ---------------------------------------------------------------------------------------- | ---------------- | ----------------------------- |
|              | HIER WOHNTE REGINA NEUMAIER JG. 1872 OPFER DES POGROMS ERMORDET 1943 IN THERESIENSTADT   | Marktstraße 22 · | Regina Neumaier (1872–1943)   |
|              | HIER WOHNTE SIEGMUND NEUMAIER JG. 1869 OPFER DES POGROMS ERMORDET 1943 IN THERESIENSTADT | Marktstraße 22 · | Siegmund Neumaier (1869–1943) |

## Verlegedaten
- 9. November 2003: Ostheim an der Rhön
- 18. Oktober 2017: Nordheim an der Rhön